# How High
How High é um filme de comédia estadunidense de 2001, dirigido por Jesse Dylan, produzido por Danny DeVito e estrelado por Method Man e Redman.

## Elenco
- Method Man - Silas P. Silas
- Redman - Jamal King
- Obba Babatundé - Dean Carl Cain
- Melissa Peterman - Sheila Cain
- Mike Epps - Baby Powder
- Anna Maria Horsford - Mamma King
- Fred Willard - Philip "Phil" Huntley
- Jeffrey Jones - O Vice Presidente
- Héctor Elizondo - Bill, o treinador
- Lark Voorhies - Lauren
- Al Shearer - I Need Money
- Chuck Deezy - Ivory
- Essence Atkins - Jamie
- Chris Elwood - Bart
- T. J. Thyne - Gerald
- Trieu Tran - Tuan
- Justin Urich - Jeffrey
- Spalding Gray - Professor Jackson
- Tracy Morgan - Cara dos Sonhos (não creditado)
- Cypress Hill - Elwa mesmos
- Chuck Liddell - Ele mesmo
- Pat Finn - Recrutador do exército
- Judah Friedlander - Ciclista
- Dennison Samaroo as Amir